# Евфеме
Евфеме, або S/2003 J 3 — нерегулярний супутник Юпітера.

## Відкриття
Відкритий у 2003 році Скоттом С. Шепардом (англ. Scott S. Shepard) і науковою командою з Гавайського університету.
20 серпня 2019 року супутнику було присвоєно назву Евфеме, в честь персонажа давньогрецької міфології Евфеми — дочки Гефеста та Аглаї, онуки Зевса.

## Орбіта
Супутник проходить повну орбіту навколо Юпітера на відстані приблизно 19 622 000 км. Сидеричний період обертання 561,518 земних діб. Орбіта має ексцентриситет ~0,248.

## Фізичні характеристики
Супутник має приблизно 1 кілометр в діаметрі, альбедо 0,04. Оціночна густина 2,6 г/см³.